# IRIS Konarak
Tàu Konarak của Iran (tiếng Ba Tư: کنارک) là tàu hỗ trợ quân sự lớp Hendijian. Tàu này được đóng tại Hà Lan, và đã hoạt động từ năm 1988. Ban đầu dự định là tàu hỗ trợ và hậu cần, Konorak đã được đại tu vào năm 2018, và hiện được trang bị tên lửa chống hạm. Tàu này đã bị một tên lửa bắn nhầm từ tàu khu trục Jamaran trong quá trình tập luyện vào ngày 10 tháng 5 năm 2020, giết chết 19 thủy thủ có mặt trên tàu.

## Mô tả
Konarak được đóng vào năm 1988 tại Nhà máy đóng tàu K. Damen, ở Boven-Hardinxveld, Hà Lan, đánh số 1403. Nó đã được đặt hàng và mua trước Cách mạng Iran năm 1979. 12 tàu hỗ trợ đã được chế tạo vào những năm 1980, sáu trong số đó được đóng tại Nhà máy đóng tàu K. Damen và phần còn lại theo hợp đồng ở Iran. Chất vấn đã được nêu ra tại quốc hội Hà Lan về việc giao tàu trong Chiến tranh Iran-Iraq 1980-88 nhưng vì các tàu không được trang bị vũ khí và không phải là tàu chiến đấu nên không cần giấy phép xuất khẩu. Người Hà Lan cũng đã giao một tàu kéo và tàu chở nước cho Hải quân Iran trong giai đoạn này. Konarak đã đi vào hoạt động từ năm 1988.
Konarak dài 50,8m, rộng 10,2 m và có ngấn nước 2,7 m. Nó có khả năng chở 460 tấn (450 tấn Anh; 510 tấn Mỹ) hàng hóa (bao gồm 40 tấn (39 tấn Anh; 44 tấn Mỹ) nước uống) và 90 người.

## Hoạt động
Các tàu thuộc lớp Hendijan đã được sử dụng làm tàu hỗ trợ và trong vai trò hậu cần. Trong những năm gần đây, chúng được cài đặt vũ khí chống hạm và tái sử dụng làm tàu chiến đấu. Konarak đã được đại tu vào năm 2018, có khả năng phóng tên lửa và có thể được sử dụng để đặt mìn. Konarak không có vũ khí chống tên lửa mặc dù nó có thể có một pháo Oerlikon dài 20 mm (0,79 in) và bốn tên lửa chống hạm Nasr-1. Con tàu gia nhập lực lượng hải quân Iran có trụ sở tại thành phố Konarak vào ngày 7 tháng 10 năm 2018.

### Tai nạn năm 2020
Ngày 10 tháng 5 năm 2020, con tàu bị một tên lửa C-802 Noor bắn từ Jamaran khi đang ở Eo biển Hormuz. Đài truyền hình chính thức của Iran ban đầu đưa tin một trường hợp tử vong trong vụ việc nhưng sau đó đã được sửa thành 19 người chết và 15 người bị thương. Konarak có vai trò là tàu liên lạc, đặt ra các mục tiêu để luyện nhắm cho các tên lửa từ Jamaran. Konarak được cho là đã không đủ khoảng cách với mục tiêu trước khi phóng và bị trúng tên lửa. Tên lửa có thể đã tự động khóa vào Konarak là mục tiêu lớn nhất hoặc nếu không, đã được đặt làm mục tiêu do lỗi của con người. Sau sự cố, Konarak đã được phục hồi về cảng để trải qua một cuộc "kiểm tra kỹ thuật". Các cảnh quay do đài truyền hình IRIB của Iran công bố cho thấy con tàu bị tàn phá nặng nề ở mũi tàu với cấu trúc thượng tầng bị tàn phá và khói bốc lên từ các đám cháy.